# Nobuko Yoshiya
Nobuko Yoshiya (吉屋信子,, Yoshiya Nobuko) (Niigata, 12 de janeiro de 1896 - Kamakura, 11 de julho de 1973) foi uma novelista japonesa activa no Período Taisho e no Período Showa. Foi uma das escritoras com mais êxito comercial do Japão moderno, especializada em novelas românticas serializadas e ficção para jovens adolescentes. Consagrou-se como uma das pioneiras da literatura lésbica japonesa, incluindo o gênero Classe S.